# La ciudad que teme al ocaso (película de 2014)
The Town That Dreaded Sundown es una película de terror slasher estadounidense de 2014, una meta-secuela de la película homónima de 1976. Dirigida por Alfonso Gómez-Rejón en su debut como director de largometrajes, la película fue escrita por Roberto Aguirre-Sacasa y producida por Ryan Murphy y Jason Blum.

## Argumento
En la noche del 31 de octubre de 2013, en la ciudad de Texarcana, el autocine local está exhibiendo, como suele hacer en Halloween, el film de 1976 The Town That Dreaded Sundown, la cual está basada en la historia real del Asesino Fantasma, quien mató a varias personas en el lugar en 1946. Corey Holland y Jami Lerner se van del autocine y estacionan en un lugar cercano para conversar y besarse. Son sorprendidos por el Asesino Fantasma, quien hace a Jami darse vuelta mientras asesina a Corey, y luego le dice a ella "Esto es por Mary. Haz que recuerden".
Dos días antes del Día de Acción de Gracias, Kendra Collins-Thompson y su novio, Daniel Torrens, son asesinados por el Fantasma mientras estaban teniendo relaciones sexuales en un motel. El Fantasma llama a Jami usando el teléfono de Corey, diciéndole "Voy a hacerlo una y otra vez, hasta que les hagas recordar". Ella le informa a su policía escolta, el Alguacil Foster. Un excompañero de clases, Nick Strain, la ayuda en su investigación. "Lobo Solitario" Morales, un Ranger de Texas, asume la dirección del caso. Jami recibe un email proveniente del Fantasma y se lo muestra a la policía. Nick le pide a Jami que lo acompañe a una vigilia en honor a las víctimas del Fantasma. Allí, un adolescente suicida aparece vestido como el Fantasma y es matado, haciendo que muchos crean que el asesino está muerto. Sin embargo, dos miembros de la banda escolar, Johny y Roy van a un vertedero de chatarra a experimentar con su sexualidad, donde son atacados por el Fantasma. Este recrea el arma fabricada con un trombón que aparecía en el film original. Johnny recibe un disparo mortal y Roy es apuñalado.
Morales y el Asistente Tilman visitan al Reverendo Cartwright. Ellos descubrieron que fue él quien envió el email a Jami, pero no creen que sea el Fantasma. Jami averigua que el hijo de Charles B. Pierce está vivo y reside en Texarkana. En la víspera de Navidad, Tilman y su cita son asesinados por el Fantasma. Jami y Nick van a visitar a Charles Pierce Jr. y se enteran de la historia de Hank McCreedy, una sexta víctima del Fantasma original cuya historia fue olvidada. Pierce cree que el nuevo Fantasma es el nieto de McCreedy, porque su familia estaba enojada respecto a que su muerte fue ignorada. Además, McCreedy tenía una esposa llamada Mary.
Lilian, la abuela de Jami, se entera de que Jami fue admitida en una universidad en California y decide mudarse allí enseguida. Jami le informa a Nick que se está yendo, tras lo cual tienen relaciones. Al irse, Nick es atacado por el Fantasma. Al poco de salir, Jami y su abuela se detienen en una estación de servicio. Allí, el Fantasma comienza a disparar desde una ventana, asesinando a Lilian y a otras personas. Jami corre a refugiarse en la vieja estación de trenes, donde encuentra el cadáver de Nick. Ella recibe disparos de flechas y cae al piso, donde es confrontada por dos Asesinos Fantasma. Uno de ellos es el Alguacil Foster, y el otro resulta ser Corey, quien simuló su muerte. Foster resulta ser el nieto de McCreedy. Corey explica que se sentía sofocado en su vida y quería formar parte de algo grande. Intenta convencer a Jami que son lo mismo: personas de Texarcana atrapados en papeles que odian. Habla de cuán grande será cuando todos sepan lo que hizo, pero es asesinado por Foster, quien planea asesinar a Jami y hacer quedar a Jami y Nick como los culpables. Jami encuentra un arma y le dispara a Foster, quien cae y su cuerpo no es encontrado. Jami finalmente se va de Texarcana a seguir su vida en otro lado. Al final, se ve la sombra del Fantasma siguiendo de lejos a Jami.

## Reparto
- Addison Timlin como Jami Lerner.
- Travis Tope como Nick Strain.
- Veronica Cartwright como Lillian, abuela de Jami.
- Gary Cole como Jefe de policía Tillman.
- Joshua Leonard como Oficial Foster.
- Edward Herrmann como Reverendo Cartwright.
- Anthony Anderson como "Lone Wolf" Morales.
- Ed Lauter como Sheriff Underwood.
- Denis O'Hare como Charles Pierce Jr.
- Spencer Treat Clark como Corey Holland.
- Morganna Bridgers como Kendra Collins.
- Wes Chatham como Danny.
- Jaren Mitchell como Johnny.
- Kurt Krause como Roy.
- Lanee Landry como Ardele.